# 汉阳郡 (隋朝)
汉阳郡，中国隋朝时设置的郡。
大业三年（607年）改成州置，治所在上禄县（今甘肃省礼县南）。辖境相当今甘肃省礼县、西和县及成县西北部地。唐朝武德元年（618年），改成州。